# Kanton Saint-Hilaire-de-Riez
Der Kanton Saint-Hilaire-de-Riez ist seit 2015 ein französischer Wahlkreis im Arrondissement Les Sables-d’Olonne, im Département Vendée und in der Region Pays de la Loire; sein Hauptort (chef-lieu) ist Saint-Hilaire-de-Riez.

## Geschichte
Der heutige Kanton Saint-Hilaire-de-Riez entstand bei der Neueinteilung der französischen Kantone im Jahr 2015. Seine Gemeinden kommen aus dem ehemaligen Kanton Saint-Gilles-Croix-de-Vie (13 der 14 Gemeinden).

## Lage
Der Kanton liegt im Westen des Départements Vendée. Seine Westgrenze bildet der Atlantische Ozean.

## Gemeinden
Der Kanton besteht aus 13 Gemeinden mit insgesamt 50.997 Einwohnern (Stand: 1. Januar 2022) auf einer Gesamtfläche von 277,62 km²:
| Gemeinde                     | Einwohner 1. Januar 2022 | Fläche km² | Dichte Einw./km² | Code INSEE | Postleitzahl |
| ---------------------------- | ------------------------ | ---------- | ---------------- | ---------- | ------------ |
| Brem-sur-Mer                 | 2.933                    | 15,85      | 185              | 85243      | 85470        |
| Bretignolles-sur-Mer         | 5.139                    | 27,32      | 188              | 85035      | 85470        |
| Coëx                         | 3.416                    | 39,56      | 86               | 85070      | 85220        |
| Commequiers                  | 3.708                    | 40,26      | 92               | 85071      | 85220        |
| Givrand                      | 2.216                    | 11,69      | 190              | 85100      | 85800        |
| L’Aiguillon-sur-Vie          | 2.207                    | 23,22      | 95               | 85002      | 85220        |
| La Chaize-Giraud             | 1.103                    | 2,71       | 407              | 85045      | 85220        |
| Landevieille                 | 1.512                    | 13,57      | 111              | 85120      | 85220        |
| Le Fenouiller                | 4.978                    | 17,81      | 280              | 85088      | 85800        |
| Saint-Gilles-Croix-de-Vie    | 8.140                    | 10,25      | 794              | 85222      | 85800        |
| Saint-Hilaire-de-Riez        | 12.923                   | 48,85      | 265              | 85226      | 85270        |
| Saint-Maixent-sur-Vie        | 1.196                    | 10,71      | 112              | 85239      | 85220        |
| Saint-Révérend               | 1.526                    | 15,82      | 96               | 85268      | 85220        |
| Kanton Saint-Hilaire-de-Riez | 50.997                   | 277,62     | 184              | 8515       | –            |

## Politik
Im 1. Wahlgang am 22. März 2015 erreichte keines der sieben Kandidatenpaare die absolute Mehrheit. Bei der Stichwahl am 29. März 2015 gewann das Gespann Laurent Boudelier/Isabelle Duranteau (beide DVD) gegen Florent Dupuis/Brigitte Neveu (beide FN) mit einem Stimmenanteil von 66,11 % (Wahlbeteiligung:54,34 %)
| Vertreter im Departementrat des Départements | Vertreter im Departementrat des Départements | Vertreter im Departementrat des Départements |
| Amtszeit                                     | Name                                         | Partei                                       |
| -------------------------------------------- | -------------------------------------------- | -------------------------------------------- |
| 2015–                                        | Laurent Boudelier Isabelle Duranteau         | DVD                                          |